# The Dummy (film 1916)
The Dummy è un cortometraggio muto del 1916 diretto da W.P. Kellino.

## Produzione
Il film fu prodotto dalla Homeland.

## Distribuzione
Distribuito dalla Globe, il cortometraggio fu diviso in due bobine uscì nelle sale cinematografiche britanniche nel dicembre 1916.